# Saving Zöe
Saving Zöe (bra: Em Busca de Zöe) é um filme de drama policial de 2019, dirigido por Jeffrey Hunt. O filme é roteirizado por Brian J. Adams e LeeAnne H. Adams e baseado no romance homônimo de Alyson Noël. O longa é estrelado por Giorgia Whigham, Vanessa Marano e Laura Marano nos papéis principais, ao lado de Nathaniel Buzolic e Michael Provost. E foi lançado em 12 de julho de 2019.

## Sinopse
Uma jovem chamada Echo (Laura Marano) acaba de começar seu primeiro ano do ensino médio. A irmã mais velha de Echo, Zoe (Vanessa Marano), foi assassinada há um ano e sua família ainda está lutando para lidar com a perda. Eles visitam um terapeuta familiar regularmente, apesar de Echo achar que as sessões são em grande parte inúteis. O namorado de Zoe, Marc, foi o principal suspeito de seu assassinato e, embora o assassino de verdade - um predador da Internet - tenha confessado e sido condenado, Echo ainda suspeita dele. Um dia, enquanto caminhava para casa, Echo encontra o novo carro de Marc e vê o diário de Zeë no banco do passageiro. Ela quebra a janela com uma pedra e rouba o diário.
Echo depois vai para uma festa em casa com sua melhor amiga Abby, onde Echo e o garoto que ela gosta, Parker, trocam um beijo. Mais tarde, ela participa de sua primeiro baile da escola, onde Carley, a melhor amiga de Zoe, a convence a beber e tomar pílulas com ela. Enquanto as duas meninas estão sob a influência das substâncias, Carley confunde Echo com Zoe e pede desculpas, mencionando algo sobre um vídeo.
Quando Echo começa a ler o diário, ela descobre que Zoe havia planejado se mudar para Los Angeles ou Nova York após a formatura e começar uma carreira de modelo. Ela também descobre um incidente em que Carley pressionou Zoe a se juntar a ela para sair com um garoto de 24 anos chamado Jason e seu amigo Tom, após o qual Zoe voltou para casa visivelmente traumatizada, incidente mostrado através de sequências de flashbacks. Zoe também mostrou à Echo uma foto de Jason na manhã seguinte e a fez prometer evitá-lo se o visse.
De volta ao presente, Echo vai para outra festa onde ela conhece Jason e o reconhece instantaneamente - o encontro é interceptado por Marc, que arrasta Echo para fora da festa e insiste em deixá-la em sua casa.
Um dia, depois da escola, Echo acompanha Carley até a casa de Jason, planejando recuperar o vídeo ameaçador que Carley havia mencionado. Do lado de fora, Marc, junto com Parker - que insiste em ir com ele quando descobre que Echo pode estar com problemas - distrai Jason ao colidir com seu carro, permitindo que Echo entre furtivamente no porão. Lá ela encontra um laptop contendo arquivos de vídeo de Jason e Tom violentando sexualmente várias meninas, uma delas sendo Zoe. O vídeo também revela Carley como cúmplice de Jason e Tom, que tem atraído garotas menores de idade em troca de drogas. Echo é vista por Carley, que confessa que Jason e Tom vendem os vídeos online, e que o assassino de Zoe era assinante do site. Jason chantageou Zoe, prometendo que ele excluiria o vídeo se ela se encontrasse com seu suposto amigo fotógrafo para uma "sessão de fotos privada", que culminou em seu assassinato.
Tom e Jason invadem o porão, derrubam Carley e amarram Echo na cama. Quando Jason começa a arrumar o carro, conspirando para deixar o estado, Marc ferido se levanta e o deixa inconsciente. Parker entra no porão no momento em que Echo se liberta e chama a polícia. Tom entra no porão, mas Echo o atinge com um pé de cabra antes que ele possa atacar qualquer um deles. Os dois homens, em seguida, são presos.
Um flashback final mostra Zoe perguntando a Marc se ela pode pegar emprestado o carro dele, embora não explique por que ela precisava - ela estava indo conhecer o suposto fotógrafo. Marc confiscou seu diário como garantia, brincando, ironicamente, que se ela não voltasse, ele o leria. Ao terminar a última entrada no diário de Zoe, Echo se despede final de sua irmã, pedindo desculpas por não a conhecer bem o suficiente. Sentado em um banco no local favorito de Zoe, construído em sua homenagem, Echo começa a escrever sua primeira entrada no diário que Zoe planejava dar a ela como presente de aniversário.

## Elenco
- Laura Marano como Echo
- Vanessa Marano como Zoe
- Chris Tavarez como Marc
- Giorgia Whigham como Carly
- Michael Provost como Parker
- Nathaniel Buzolic como Jason
- Ken Jeong como Dr. Gallagher
- Annie Jacob como Abby
- Evan Castelloe como Tom
- Whitney Goin como Mãe
- Jason Davis como Pai
- London Summers como Theresa
- Ahmed Hussain como Primeiro Detetive
- Jeffrey Hunt como Segundo Detetive
- Jude S. Walko como Segurança
- Lisa Jackson como Mãe de Marc
- Luke Dampier como Chess

## Produção

### Seleção de elenco
Em 2018 foi revelado que Laura Marano, Giorgia Whigham e Vanessa Marano apareceriam no papel principal. Depois de ingressar no projeto, eles acrescentaram: "Quando escolhemos o livro de Alyson Noel, Em Busca de Zoe, dez anos atrás, o fizemos porque, como mãe, filha, irmã e mulher, ficamos incrivelmente emocionados com uma história poderosa. Agora, uma década depois, essa mesma história poderosa parece ser mais relevante do que nunca" e "Estamos em êxtase pelo fato da Blue Fox estar tão comovida hoje como estava em todos esses anos atrás e emocionada por trabalhar com elas. Juntos, esperamos compartilhar um filme do qual não poderíamos estar mais orgulhosos nesse mundo", em entrevista ao The Hollywood Reporter.

## Lançamento
Em abril de 2019 foi revelado que o filme seria lançado em 12 de julho de 2019.

## Recepção

### Resposta dos críticos
No site Rotten Tomatoes, o filme mantém um índice de aprovação dos críticos de 0% com base em 6 avaliações, 49% na avaliação da audiência e uma classificação média de 5/10.
Noel Murray, do Los Angeles Times, escreveu: "Mas mesmo com as narrações ocasionais, o filme não consegue reproduzir o apelo do original de Noël, onde muita ação é interna, lidando com as opiniões e sentimentos dessas mulheres. O enredo misterioso não é suficientemente surpreendente - e são necessários pelo menos alguns bons solavancos para criar o equivalente cinematográfico de uma virada de página". Danielle Solzman, da Solzy at the Movies, escreveu: "Você certamente pode dar uma chance a este filme, mas eu deixei Em Busca de Zoe me sentindo um pouco decepcionada. Não vejo este filme como uma decepção completa, mas acredito que poderia ter sido executado melhor. Em Busca de Zoe honestamente deveria ter continuado como um livro". Jennie Kermode, da Eye for Film, escreveu: "Em Busca de Zoe é, em última análise, um filme leve sobre um assunto sério. É tratado com competência e Marano é uma liderança eficaz. É provável que ele atinja todas as notas importantes para os fãs do livro, mas faz um pouco mais, evitando riscos e, portanto, não consegue encontrar uma voz própria".